# Lucara Diamond

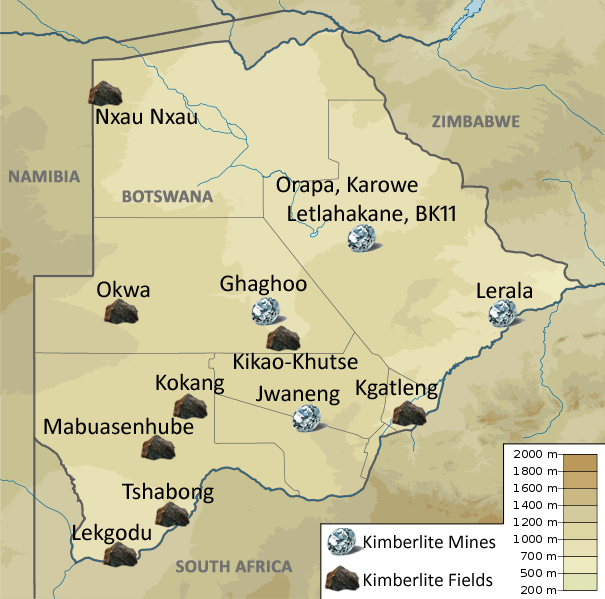
Diamantgruvor och kimberlitområden i Botswana

Lucara Diamond Corp. är ett gruvföretag som utvinner diamanter, vilket grundades 2009 av Eira Thomas, Catherine McLeod-Seltzer och Lukas Lundin.
Lucara heläger sedan 2010 Karowegruvan i Botswana och äger Mothaegruvan i Lesotho.
Företagets aktier handlas på Nasdaq First North, Torontobörsen och Bombay Stock Exchange.